# Český rozhlas Dvojka
Český rozhlas Dvojka (v letech 1992–2011/2013 Český rozhlas 2 – Praha) je celoplošná plnoformátová stanice Českého rozhlasu. Vznikla v roce 1952 a do konce roku 1991 ji provozoval Československý rozhlas. Od roku 2022 je šéfredaktorkou stanice Lenka Mahdalová.
Stanice vysílá prakticky všechny typy pořadů – zábavné, vzdělávací, historické, hudební, dále pořady o vědě, četby na pokračování a rozhlasové hry. Kromě pořadů tvoří velkou část vysílání tzv. proud tvořený písničkami, příspěvky a vstupy moderátorů. Jako jediná celoplošná analogová stanice vysílá pravidelné pořady pro děti: nedělní pohádku a každý den pohádku na dobrou noc od skřítka Hajaji. Každé sobotní ráno vysílá populárně vědecký magazín Meteor. V celou hodinu stanice vysílá zpravodajské relace jejichž součástí jsou zprávy z domova i ze světa a dopravní informace. V pořadu Jak to vidí… komentují odborníci aktuální události.
K prvnímu čtvrtletí roku 2023 stanici denně poslouchalo 377 tisíc posluchačů.

## Historie
Vysílání stanice Praha (dnešní Dvojky Českého rozhlasu) začalo 10. března 1952, kdy vznikl tzv. Národní okruh Praha. Později nesl krátký čas označení jako Praha I.
V 90. letech bylo zahájeno vysílání pořadu Tobogan. Jako moderátor ho začal uvádět Tomáš Sláma, na kontě měl 563 vysílání. Po jeho úmrtí se moderování ujali Petr Jančařík, následoval Jaroslav Dušek a po něm Aleš Cibulka, který 17. ledna 2015 uvedl 1000. díl (pro Aleše Cibulku to byl díl s pořadovým číslem 396. a 11 let s pořadem; 28. února 2015 Aleš Cibulka odvysílal svůj 400. díl).
Od 31. ledna 2011 se stanice pod vedením Jaromíra Ostrého prezentovala pod značkou Český rozhlas Dvojka, zároveň bylo nasazeno nové vysílací schéma. To vyvolalo vlnu nevole mezi stálými posluchači, vznikly iniciativy proti novému názvu stanice a přiblížení se komerčnímu rádiu. Stížnosti dorazily k vedení i k Radě ČRo. Nejvíce negativních reakci vzbudilo zrušení pořadu Jak to vidí…, který bylo vedení nuceno po týdnu vrátit. V novém schématu se objevil mimo jiné pořad Karla Gotta Zpátky si dám tenhle film, který se v premiéře vysílal každý týden do roku 2015 a poté byl ještě několik let reprízován, nebo Klub Evergreen Jana Smigmatora a Dashi. Oficiálně došlo k opuštění názvu Český rozhlas 2 – Praha dne 31. prosince 2013.
Dne 2. ledna 2014 byly změněny některé vysílače Dvojky. Vysílač Praha (Cukrák) – 100,7 MHz začal vysílat program ČRo Region, Středočeský kraj, Dvojka naopak získala vysílač Beroun (Záhrabská) – 88,4 MHz a Mělník (město) – 87,6 MHz. Zároveň došlo ke zrušení pořadu Písničky od srdce se Stanislavou Dufkovou a Dvojka také přestala vysílat dechovku. Tyto pořady částečně přebraly regionální stanice. V této době ze Dvojky odešli Miloň Čepelka, Josef Zíma, Pavlína Filipovská a další. 15. září 2014 Dvojka začala používat nový positioning „Spolu je nám hezky“, který vystřídal původní slogan „Na vlně pohody“, byla zavedena nová zvuková grafika, o původní znělky přišly mnohé pořady (Meteor, Tobogán, Šťastnou cestu a další), na stanici začal poprvé působit Dalibor Gondík, Tereza Kostková a další.
Od ledna 2015 Dvojka přestala vysílat pravidelné přímé přenosy nedělních bohoslužeb, jež se přesunuly na Vltavu. Od stejného období stanice začala vysílat nový pravidelný týdenní dokument Františka Ringo Čecha Hvězdy vinylu. Od ledna 2015 se Dvojka vrátila ke svému pořadu Host do domu, pořad Je jaká je byl přejmenován na Dopoledne s Dvojkou. Vznikl nový pořad Františka Novotného a Luďka Munzara Okouzlení slovem.
Od jara 2019 začala velká programová rekonstrukce, včetně nového sloganu Rádio, které vás baví, skončily pořady Klub rádia Junior, 3x60 a to v pohodě, Folklorní notování, Výlety a další. Ze stanice zmizela většina zbylých redaktorů a moderátorů z dob Prahy (Světla Magni, Světlana Lavičková, Tomáš Černý a další). Velké kontroverze vyvolalo zrušení pořadu Klub osamělých srdcí Seržanta Pepře Jiřího Černého (podle Černého ve svém vyjádření rozhlas lhal, nakonec se vedení ČRo dohodlo s Jiřím Černým na spolupráci pro stanici Vltava). Novými tvářemi stanice se stali Halina Pawlowská, Dalibor Gondík, Tereza Kostková, Jan Čenský, Miro Žbirka, Václav Kopta a Petr Rychlý. Byla spuštěna velká marketingová kampaň. Bylo rozšířeno tzv. proudové vysílání. Stanice rovněž dostala nový zvukový obal, z éteru tak zmizela po více než padesáti letech znělka pořadu Kolotoč. Výrazně se změnila hudební dramaturgie stanice. Poměr české a zahraniční hudby se vyrovnal půl na půl a začala se hrát výrazně mladší hudba, skončila většina hudebních pořadů, začal být důrazně dodržován selektor. V roce 2020 bylo doladěno nové schéma, vznikl Nedělní kolotoč Aleše Cibulky (po necelém půl roce ho převzal Michal Jagelka), pořad Expedice a náhrada za Toulky českou minulostí: Úžasné životy.
Se začátkem roku 2021 skončil jeden z hlavních pilířů nové koncepce, stanice pořad Pokračování za chvilku; Halina Pawlowská na stanici zůstala. V červnu 2021 byl zrušen pořad Kolotoč, vysílaný od roku 1963, a došlo k celkové úpravě podvečerního programu. Vznikla nová show Polední sirény s Jitkou Asterovou, Lindou Finkovou a Sandrou Pogodovou. Dne 1. srpna 2021 naposledy uváděl Václav Větvička pořad Nedělní Dobré ráno, který pod různými názvy moderoval od roku 1997. Dne 31. prosince 2021 bylo ukončeno vysílání na středních vlnách spolu s vysíláním stanic Plus a Radiožurnál. Dne 6. června 2022 po roce vysílání nahradil show Polední sirény pořad Byl jednou jeden rok s Jitkou Asterovou a Janem Kovaříkem.
Na postu šéfredaktora Dvojky se postupně vystřídali Jaromír Ostrý (2010–2013), Miroslav Dittrich (2013–2016), Martin Groman (2016–2017), Kateřina Dvořáková (2017–2018), Ondřej Nováček (pověřen vedením 2018, šéfredaktorem 2019–2022) a Lenka Mahdalová (od 2022).

## Distribuce signálu
Stanice vysílá analogově i digitálně. Analogově na velmi krátkých vlnách, digitálně v DAB+ sítích, satelitním vysíláním přes družici Astra 3A (pozice 23,5° východně) v DVB-S2 a na internetu.
| Město/Oblast       | Frekvence |
| ------------------ | --------- |
| Čechy              | 12C DAB+  |
| Morava a Slezsko   | 12D DAB+  |
| Mělník             | 87,6 MHz  |
| Cheb               | 88,2 MHz  |
| Beroun             | 88,4 MHz  |
| Jeseník            | 88,7 MHz  |
| Znojmo             | 89,6 MHz  |
| Jindřichův Hradec  | 89,6 MHz  |
| Sušice             | 89,7 MHz  |
| Liberec            | 89,9 MHz  |
| Klatovy            | 90,3 MHz  |
| Příbram            | 90,4 MHz  |
| Rýmařov            | 90,8 MHz  |
| Praha              | 91,2 MHz  |
| Trutnov            | 93,4 MHz  |
| Chomutov           | 94,2 MHz  |
| Valašské Meziříčí  | 96,8 MHz  |
| Ústí nad Labem     | 98,6 MHz  |
| Šumperk            | 98,7 MHz  |
| Písek              | 98,9 MHz  |
| Litoměřice         | 100,0 MHz |
| Pardubice          | 100,1 MHz |
| Plzeň              | 101,7 MHz |
| Opava              | 101,7 MHz |
| Ostrava            | 101,9 MHz |
| Brno               | 102,0 MHz |
| Kutná Hora         | 102,2 MHz |
| Nové Hrady         | 102,2 MHz |
| Třebíč             | 102,3 MHz |
| Vsetín             | 102,9 MHz |
| Votice             | 103,2 MHz |
| Slavonice          | 103,3 MHz |
| Vrbno pod Pradědem | 103,6 MHz |
| České Budějovice   | 103,7 MHz |
| Děčín              | 105,4 MHz |
| Jičín              | 106,9 MHz |
| Jihlava            | 107,1 MHz |
| Zlín               | 107,7 MHz |
| Hodonín            | 107,8 MHz |
| Třinec             | 107,8 MHz |
| Bruntál            | 102,1 MHz |
| Javorník           | 94,2 MHz  |
| Sokolov            | 101,3 MHz |
| Aš                 | 96,3 MHz  |
| Brno (město)       | 100,2 MHz |
| Valašské Klobouky  | 104,6 MHz |